# Graella palestina

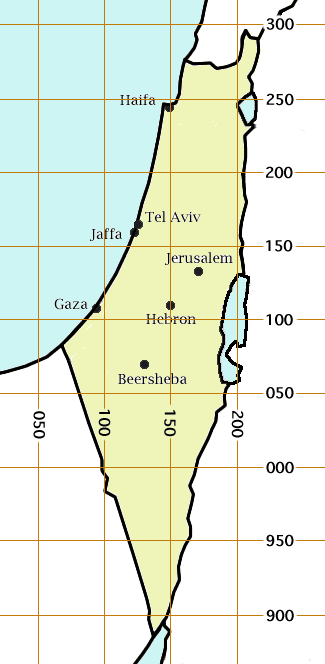
La graella palestina

La graella palestina (anglès Palestine grid) va ser un sistema de coordenades geogràfiques usat en el Mandat Britànic de Palestina
El sistema va ser escollit pel Departament d'Agrimensura del Govern de Palestina el 1922. La projecció usada fou la projecció de Cassini-Soldner. El meridià central (la línia de longitud al llarg del qual no hi ha distorsió local) escollit va ser el que passa per un marcador al turó del monestir de Mar Elias al sud de Jerusalem. L'origen fals (punt zero) de la graella es va situar 100 km al sud i a l'oest del turó Ali el-Muntar que té vistes a la ciutat de Gaza. La unitat de longitud de la graella era el quilòmetre; les unitats britàniques ni tan sols eren considerades.
En el moment en què es va establir la graella no hi havia cap intenció de cartografiar els baixos abrics del desert del Nègueb, però això no es va mantenir real. El fet que aquestes regions del sud tinguessin un caràcter negatiu coordenades nord-sud es va convertir en una font de confusió, que es va resoldre afegint 1000 a la coordenada septentrional en aquest cas. Per a propòsits militars, es va afegir 1000 a les coordenades nord-sud per a totes les ubicacions, de manera que van variar de forma uniforme d'aproximadament 900 a aproximadament 1300.

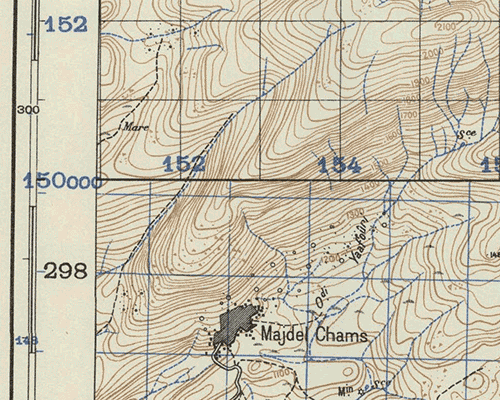
Porció del mapa militar de 1941 que mostra la intersecció de les graelles de Palestina (blau) i Llevant (negre) a prop de Majdal Shams

Durant la Segona Guerra Mundial, es va utilitzar una Graella Militar Palestina que era similar a la Graella Palestina però que utilitzava la projecció transversal Mercator. La diferència entre les dues projeccions era només d'uns pocs metres.
Després de l'establiment de l'Estat d'Israel, la graella Palestina es va seguir utilitzant sota el nom de Graella Israeliana o la graella ICS, ara anomenada "Antiga graella Israeliana", amb 1000 km afegits al component septentrional per fer el rang nord-sud continu. Va ser reemplaçada per la graella de transversal Mercator israeliana en 1994. La graella Palestina encara s'utilitza sovint per especificar localitzacions en la literatura històrica i arqueològica.

## Especificació d'ubicacions
La forma bàsica d'especificar una ubicació a la graella palestina és escriure la coordenada est-oest seguida de la coordenada nord-sud utilitzant 3 dígits cadascun. Per exemple, la Cúpula de la Roca es troba en 172132. Això especifica la ubicació dins d'un quilòmetre. Si cal més precisió, es poden afegir dígits addicionals a cada coordenada; per exemple, 17241317 dona a la cúpula de la roca a 100 metres. Molts autors separen les dues coordenades amb puntuació per a propòsits de llegibilitat, per exemple 172-132 o 172/132.